# 마교 (무협)
마교(중국어: 魔敎)는 무협에 나오는 십만대산(十萬大山) 혹은 신강의 천산 산맥을 근거지로 한 사교 집단으로, 마신 또는 천마를 숭배하거나 마공을 익힌 이들이 모인 문파다.

## 역사
본래 마교란 중국에서 반체제적이라는 이유로 탄압받은 종교를 가리켜서 마교라고 부르면서 배척한 것에서 유래되었다. 명교, 백련교, 파룬궁 등이 이런 마교에 속하여, 가끔 회교가 마교로 등장하기도 한다. 명대의 마교는 주원장이 명 건립에 도움을 받은 후 지나치게 커진 세력을 견제하여 탄압하기 위한 굴레였다는 얘기도 있다.
무협소설에서 흔히 나오는 '마교'라는 개념이 등장하기 시작한 건 김용의 《의천도룡기》에서 나온 명교의 영향이 컸다. 여기서 명교의 경우에는 실제로 명대에 실존했던 백련교를 모티브로 해 무협적인 색채를 잘 조합하여 만들어서 매우 매력적인 설정으로 이름이 높다.
드라마판 의천도룡기의 마교는 사악하기는커녕 유쾌한 집단이다. 명대가 배경일 경우 마교는 보통 백련교에서 이름을 바꾼 게 많아서 역사에 가장 영향을 많이 끼친 문파라고도 한다.
한국 무협계에선 완전히 다르게 재해석되어 쓰인다.